# Richard Dorant
Richard Dorant-Dreßler (* 11. Oktober 1885 in Ebersbach/Sa.; † 21. Februar 1925 in Dresden) war ein deutscher Opernsänger (Tenor) und Regisseur.

## Leben und Wirken
Nach dem Schulbesuch wurde er Mitglied des Dresdner Kreuzchores und trat danach als Tenor u. a. an der Herzoglichen Hofoper in Braunschweig, später in Konstanz und Magdeburg auf. Zuletzt wirkte er als Oberspielleiter am Stadttheater in Cottbus. Dorant-Dreßler blieb unverheiratet.